# Alonso de Alvarado

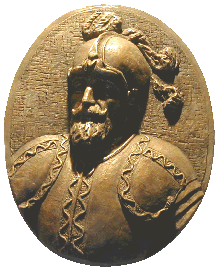
Alonso de Alvarado

Alonso de Alvarado Montaya González de Cevallos y Miranda (ur. 1500 w Secadura, Voto, zm. 1555 Lima) – hiszpański konkwistador i generał, Kawaler Zakonu Santiago, uczestnik walk przeciw Quizu Yupanqui w 1536, walk z Diego de Almagro, bitew pod Las Salinas, Chupas i Jaquijahuana.
Alonso de Alvarado uczestniczył w latach 1519–1521 w podboju Meksyku przez Hernána Cortésa, a następnie w roku 1534 w kampanii Francisca Pizarra. Szybko awansował i zdobył zaufanie Pizarra, otrzymując od niego dowództwo nad kilkoma wyprawami odkrywczymi i nad kampaniami wojskowymi. Podczas wypraw przemierzył Amazonkę, wyruszając w 1535 z Trujillo w Peru do kraju Chachapoyas, gdzie w 1538 założył miasto Chachapoyas – jedno z najstarszych miast Peru, a dziś stolicę departamentu Amazonas.
Jako wojskowy odznaczył się podczas odsieczy z Limy dla hiszpańskiego wojska w Limie w 1536 roku. Rok później, 12 lipca 1537 stoczył przegraną bitwę ze zwolennikami Almagrów pod Abancay. 26 kwietnia pod Las Salinas koło Cuzco schwytał Diega de Almagrę, a 16 września 1548 – jego syna. W 1552 został mianowany corregidorem Cuzco. W 1553 roku jako sędzia uczestniczył w procesie buntowników pod wodzą Sebastiana de Castilli. Rok przed śmiercią, 21 maja 1554, dowodził przegraną bitwą pod Chuquingą z Francisco Hernandezem Giron.